# سقوط قاتل
سقوط قاتل هو فيلم من نوع دراما أُصدر في 2012. الفيلم من إنتاج ستوديو كنال وموتوال فيلم، وهو من إخراج ستيفان روزوتسكي.

## طاقم التمثيل
- آلين جولم
- كواسي سونجيا [الإنجليزية]‏
- Catherine Colvey ‏
- سيسي سبيسك
- أوليفيا وايلد
- كريس كريستوفيرسن
- كايت مارا
- تريت ويليامز
- تشارلي هونام
- إريك بانا
- Anie Pascale [الإنجليزية]‏
- فارس جايسون  [لغات أخرى]‏
- جون روبنسون ‏
- وارونا سيتشويلو

## الإنتاج
موسيقى الفيلم التصويرية كانت من تأليف ماركو بلترامي.

## وصلات خارجية
- سقوط قاتل على موقع IMDb (الإنجليزية)
- سقوط قاتل على موقع ميتاكريتيك (الإنجليزية)
- سقوط قاتل على موقع روتن توميتوز (الإنجليزية)
- سقوط قاتل على موقع نتفليكس (الإنجليزية)
- سقوط قاتل على موقع قاعدة بيانات الأفلام العربية
- سقوط قاتل على موقع ألو سيني (الفرنسية)
- سقوط قاتل على موقع Turner Classic Movies (الإنجليزية)
- سقوط قاتل على موقع أول موفي (الإنجليزية)
- سقوط قاتل على موقع بوكس أوفيس موجو (الإنجليزية)
- سقوط قاتل على موقع فيلمافينيتي (الإسبانية)